# Тиллис, Джеймс
Джеймс Тиллис (англ. James Tillis.; 5 июля 1957 года ,Талса, штат Оклахома, США) — американский боксёр-профессионал, выступавший в тяжёлой весовой категории. Бывший претендент на титул чемпиона мира. Введён в Рочестерский зал боксёрской славы 5 ноября 2011 года.

## Биография
Уроженец Талса, штат Оклахома, Тиллис вырос в неблагополучной семье с отцом, страдающим алкогольной зависимостью и глубоко религиозной матерью. Он мечтал о том, что станет профессиональным боксёром, после того как он слушал в 1964 году поединок между Мохаммедом Али и Сонни Листоном.

## Любительская карьера
Он обратился за помощью к тренеру Эду Дункану. Тиллис провёл на любительском ринге 100 боёв, 92 победы, 8 поражений. Тиллис завоевал три государственных золотых перчатки и четыре государственных ЕУК. Он проиграл будущему профессиональному противнику Грегу Пейджу в 1976 году Национальный Золотые Gloves. He также удалось обыграть будущих соперников Ренальдо Снайпса, который он позже стал профессионалом с на той же карте в 1978 году.

## Профессиональная карьера
Тиллис начал свою боксерскую карьеру в 1978 году победив нокаутом в первом раунде нокаутом Рона Стефани. Он выиграл первые 20 боев с 16 нокаутами. Одной из его самых впечатляющих ранних побед была победа в седьмом раунде нокаутом над Роном Стандером в 1980 году. Стандер когда-то бросил вызов Джо Фрейзеру за титул чемпиона мира и считался одним из самых крепких боксёров. Другие заметные победы нокаутом одержал в Южной Америке над чемпионом Доминго Д Илиа и победу над Майком Кораники.

## Бои за титул
В 1981 году Тиллис боролся с Майком Уивером за титул WBA в тяжелом весе. После сильного начала, Тиллис устал. В конечном счете Тиллис проиграл близким решением судей.
В июне 1982 Тиллис победил Эрни Шейверса, но через несколько месяцев проиграл Пинклону Томасу.
В ноябре 1982 года Тиллис боролся с бывший соперником в любителях Грегом Пейджем за титул USBA. Тиллис выигрывал в начале боя, отправив Пейджа в нокдаун во 2 раунде (впервые в его карьере, но он устал и Пейдж победил нокаутом в восьмом раунде.
Затем выиграв 4 боя, Тиллис бросил вызов будущему двукратному чемпиону мира Тиму Уизерспуму в сентябре 1983 года за вакантный титул NABF. Тиллиc проиграл нокаутом в 1 раунде После боя его тренер Анджело Данди оставил Тиллиса и посоветовал ему уйти в отставку, как он только что потерпел своё третье поражение за 13 месяцев.
Тиллис собрал новую команду и выиграл 4 боя и в 1984 году встретился с Карлом Уильямсом. Тиллис дважды отправлял Уильямса в нокдаун в 1 раунде, но снова устал и проиграл по очкам.
В 1985 году под руководством тренера Дрю Брауна, он воевал сыном Джо Фрейзера и главным претендентом на титул Марвисом Фрейзером. Тиллис отправил Фрейзера в нокдаун во 2 раунде, но снова выдохся и проиграл по очкам.
Через несколько месяцев он отправился в Южную Африку, где встретился с бывшим чемпионом по версии WBA Джерри Кутзее. Тиллис проиграл единогласным решением судей, но послал Кутзее в больницу, выбив ему несколько зубов.
В 1986 году проиграл единогласным решением судей в 8-раундовом бою Тайреллу Биггсу

## Вопрос выносливости
После всестороннего медицинского обследования причиной странной периодической усталости Тиллиса в середине боя была названа аллергия, с которой боксёр пытался справиться, сев на молочно-яичную диету. Как раз перед боем с Тайсоном Тиллис вылечился и вышел на бой в наилучшей в карьере форме.

## Бой с Тайсоном

### 1986-05-03Майк Тайсон —Джеймс Тиллис
- Место проведения:  Цивик Центр, Гленс Фолс, Нью-Йорк, США
- Результат: Победа Тайсона единогласным решением в 10-раундовом бою
- Статус: Рейтинговый бой
- Рефери: Джо Кортес
- Счет судей: Берни Фридкин (6-4), Эл Рид (6-4), Тони Морет (8-2)
- Вес: Тайсон 97,00 кг; Тиллис 94,20 кг
- Трансляция: ABC

В мае 1986 года Тайсон встретился с бывшим претендентом на титул Джеймсом Тиллисом. Тиллис до боя с Тайсоном проиграл три последних боя и все эксперты рассчитывали что его тоже ждет поражение нокаутом, но он продемонстрировал невероятную стойкость, пропустив несколько сильных ударов в первых раундах. Кульминация боя, казалось, назревает — в четвёртом раунде Тиллис пропустил несильный удар Тайсона и упал, но не был потрясён. Зрители ожидали, что после нокдауна Тиллиса «Железный Майк» скоро победит, но в середине боя Тайсон начал уставать, и бой пошёл не по сценарию Тайсона. Тиллис пытался атаковать и выкидывал большое количество джебов, которые главным образом попадали по защите Тайсона. Тайсон впервые прошёл всю дистанцию боя. Он победил единогласным решением судей.

## После Тайсона
Новый Тиллис был недолгим. После боя с Тайсоном он отправился в Австралию где проиграл близким решением судей Джо Багнеру.
В 1987 году он проиграл техническим нокаутом в 8 раунде регулярному спарринг-партнёру Тайсона Майку Уильямсу. Позже в том же году он проиграл в 5 раунде будущему чемпиону Фрэнку Бруно в Лондоне, и проиграл Джонни Дю Плую в Южной Африке.
Потерпев неудачу в попытке обеспечить матч-реванш с Тайсоном в 1988 году, на этот раз бесспорным супертяжёлом весе, он встретился с Эвандером Холифилдом. Холифилд выиграл техническим нокаутом (RTD — отказ от боя) в 5 раунде.
Затем Тиллис проиграл будущему WBO чемпион мира Томми Моррисону. Моррисон нокаутировал его в первом раунде.
В 2001 году Тиллис проиграл Робу Кэллоуэйю, после чего ушёл из бокса.